# 고병근
고병근(1994년 9월 4일 ~ )은 대한민국의 축구 선수이며 포지션은 수비수이다.